# Eva Kant
Eva Kant è un personaggio dei fumetti italiano creato dalle sorelle Giussani. Ha debuttato nella serie Diabolik, numero 3 (3 marzo 1963), e ricopre il ruolo di coprotagonista. Il personaggio è estremamente popolare in Italia, dove ha raggiunto lo status di icona della moda e, insieme a Diabolik, il personaggio di maggior successo del fumetto italiano, che ha venduto oltre 150 milioni di copie nel mondo.

## Caratteristiche
Eva è la compagna, nella vita e nel delitto, del genio criminale Diabolik, e proprio come lui una maestra dei travestimenti. Eva è ritratta come un'attraente giovane donna bionda. Guida una Jaguar E-Type nera e di solito entra in azione indossando maglione e pantaloni neri, senza maschera né segni distintivi. Di solito porta i capelli raccolti. Più che una remissiva classica fidanzata è l'immagine speculare al femminile di Diabolik (lei bionda e sensuale, lui moro e cupo) e soprattutto una valida complice nell'esecuzione dei colpi. Nel mondo di Diabolik è considerata una delle donne più belle del pianeta.
Come per molti personaggi storici della serie, anche Eva Kant trova un'epigone nella serie di feuilleton di Fantômas: si tratta di Lady Maud Beltham, vedova nobildonna che nel primo romanzo della serie salva il protagonista dall'impiccagione, per poi diventare la sua amante.

## Modelli
Il cognome di Eva è ripreso dal celeberrimo filosofo Immanuel Kant, amato da Angela Giussani fin dall'adolescenza, oggetto della sua tesina di diploma all'Istituto Magistrale.
L'immagine di Eva Kant, come quella di Diabolik, è cambiata molto nel corso degli anni diventando sempre più moderna. In origine le sorelle Angela e Luciana Giussani avevano preso l'ispirazione del personaggio dalle attrici Grace Kelly e Kim Novak. Il disegnatore torinese Sergio Zaniboni (uno dei più noti collaboratori di Diabolik) ha utilizzato come modella una ragazza torinese, Cristina Adinolfi, che fotografava nelle stesse pose in cui, in seguito, doveva disegnare Eva.

## Storia
Lady Kant appare per la prima volta nel 1963, nel terzo numero della testata (L'arresto di Diabolik) e trova subito in Diabolik il compagno di vita ideale; presto si imporrà stabilmente nelle pubblicazioni, scardinando lo stereotipo del "criminale solitario" che inizialmente andava delineandosi. Diabolik e Eva sono dei ladri molto sofisticati, padroni di un preciso e personale codice morale, ma non appartengono alla categoria dei ladri gentiluomini. Uccidono per impossessarsi delle fortune altrui, ma (almeno da un certo punto in poi della loro storia editoriale) se possono cercano di evitare delitti, ad esempio narcotizzando le loro vittime.
Allo stesso modo si è evoluto il personaggio di Eva: nelle prime storie, la donna aveva un ruolo subalterno a Diabolik e spesso veniva ritratta mentre si disperava per essersi trovata in una vita da incubo, dalla quale non può fuggire a causa del grande amore da lei nutrito per il grande criminale. In un albo, Diabolik arriva addirittura a tentare di strangolarla dopo una sua disobbedienza (salvo poi retrocedere in nome del loro amore).
Col tempo, il rapporto uomo-donna e di partnership tra Diabolik ed Eva si è progressivamente livellato, diversamente da quanto accade nella quasi totalità dei rapporti tra partner in altri fumetti. Lady Kant è diventata la controparte ideale di Diabolik, assorbendo da lui i caratteri fondamentali del suo essere; lo stesso è accaduto a Diabolik, che ha acquisito dalla sua donna alcuni lati del proprio carattere.
Eva si è inoltre imposta al lettore come modello di stile e femminilità, in particolare per la sua indipendenza, e negli anni è apparsa come icona visiva nella pubblicità e nella moda femminile.

## Origini

### Quando Diabolik non c'era:(Grande Diabolik: I-2003)
Le origini di Eva Kant vengono svelate inizialmente in Ricordo del passato (Diabolik n. 17 del 1969). Sandrone Dazieri e Tito Faraci le riordinano e adattano in Eva Kant. Quando Diabolik non c'era, poi edito anche da Mondadori, collana Oscar Ink nel 2019, arricchendole di particolari ma mantenendosi nella sostanza fedeli a quanto raccontato nella storia originale.
Eva è la figlia illegittima di una povera donna di nome Caterina e di lord Rodolfo Kant, rampollo di una famiglia ricca e illustre. Proprio a causa della sua posizione, Rodolfo mantiene segreta la sua paternità, tanto che la stessa Eva lo crede semplicemente uno zio generoso. Quando la ragazza ha sedici anni, Rodolfo finge di aver convinto la famiglia ad accettare il suo amore e dona a Caterina un prezioso gioiello di famiglia, il Diamante rosa. Si tratta in verità di un falso. Rodolfo infatti si è confidato con il cugino, lord Anthony, che con l'accusa di aver rubato la gemma caccia Caterina e fa rinchiudere la giovane Eva in un orfanotrofio. Eva fugge, ma quando rintraccia la madre, questa ha ingerito dei farmaci per suicidarsi e, prima di morire, fa solo in tempo ad avvertire la figlia di non fidarsi mai degli uomini. Eva fugge in Sudafrica. Lì, passando per impieghi di copertura quali quello di cantante di un night club, avvia la sua carriera criminale. Lavora per un gangster di nome Peter Sorel (lei sosterrà di essere stata per lui null'altro che una segretaria), commette furti su commissione ed infine entra in società con un certo Stoner, una spia industriale. Casualmente scopre che Stoner fa affari con un magnate che altri non è che Anthony Kant, cugino del padre di Eva. L'uomo, ormai ultrasessantenne, ha assassinato lord Rodolfo per impossessarsi dell'intera eredità di famiglia e si è trasferito in Africa per praticare la sua passione, la caccia grossa. Il vecchio non riconosce la figlia del cugino, per cui Eva riesce a sedurlo e a farsi sposare da lui, ottenendo il diritto di portare legalmente il nome Kant (che, a suo dire, le era stato "rubato"), salvo poi svelare le sue origini al marito subito dopo la cerimonia di nozze. Lord Anthony, temendo lo scandalo, sopporta in silenzio per un po', ma medita ben presto di sbarazzarsi della moglie. Fa gettare da due scagnozzi la donna in una fossa assieme ad una pantera nera per simulare un incidente, ma sia Eva che l'animale si ribellano e alla fine è Anthony a venire sbranato. Prima di morire, lord Kant aveva però diseredato la moglie, per cui Eva rimane al verde, arrivando a vendere il Diamante rosa (quello autentico, regalatole da lord Anthony prima di sposarla) per soddisfare Stoner, che la ricatta con i segreti del suo passato. Infine Eva fa ritorno a Clerville, ove si consumerà l'incontro fatale con Diabolik.

### Gli occhi della pantera:(Grande Diabolik: I-2008)
Eva impiega diverso tempo a raggiungere una dimensione di parità con il re del terrore. Il grande Diabolik "gli occhi della pantera", narra come Eva Kant dopo la reale minaccia di morte di Diabolik in "Lotta disperata" (n. 15 prima serie 1964), riesca a raggiungere un rapporto alla pari con il suo amato, suggellato dal furto in solitaria di un quadro come regalo.

## Competenze e abilità
Sotto l'ala di Diabolik Eva Kant è diventata col tempo una ladra di particolare preparazione, serietà ed efficienza, e anche una maestra dei travestimenti. Usa maschere in lattice mentre è in pubblico, per impersonare le sue vittime e per evitare di essere riconosciuta. Può guidare veicoli terrestri e aerei di vario genere. È anche una combattente esperta di arti marziali. Diabolik può sempre fare grande affidamento su di lei.

## La famiglia Kant
- Caterina: È la madre di Eva Kant e compare nell'albo "Eva Kant quando Diabolik non c'era". È una donna di umili origini e ha una relazione segreta con Lord Rodolfo Kant, da cui riceve come pegno il gioiello simbolo della famiglia Kant: il Diamante Rosa. Quando Anthony Kant, cugino di Rodolfo, scopre il loro amore, per difendere la famiglia rapisce e porta Eva in un orfanotrofio, e obbliga Rodolfo a lasciare la donna. Caterina si suicida ingerendo farmaci, ma prima di morire rivede Eva (che è riuscita a scappare), e le rivela la verità sul proprio rapporto con Rodolfo. Successivamente Anthony Kant, riacciuffata Eva e condottala in una sorta di riformatorio, ucciderà anche Rodolfo.
- Lord Rodolfo Kant: È il padre di Eva Kant e compare in "Eva Kant quando Diabolik non c'era". Ha una relazione segreta con Caterina, che la sua aristocratica famiglia gli impedisce di sposare in quanto plebea. Ciò nonostante, Rodolfo offre alla donna il Diamante Rosa come pegno del proprio amore e di un futuro matrimonio. Contro tale progetto interviene il cugino di Rodolfo, Anthony Kant, che impone a Rodolfo di abbandonare la donna, sottrae a Caterina il gioiello e porta in orfanotrofio la piccola Eva. Caterina, disperata, si suicida; in seguito, Anthony uccide anche Rodolfo per restare l'unico erede del patrimonio familiare.
- Lord Anthony Kant: Appare citato nel n. 3 "L'arresto di Diabolik". È il marito di Eva Kant nonché cugino di suo padre Lord Rodolfo Kant. Eva lo sposa per vendetta e per poter acquisire il cognome Kant legalmente. Muore sbranato da una pantera nel tentativo di uccidere Eva ("Eva Kant quando Diabolik non c'era"); si noti il segno del "destino", in quanto la pantera è appunto il simbolo di Diabolik.
- Il Diamante Rosa: è un prezioso gioiello (vale 2 miliardi di lire degli anni '70) di proprietà della famiglia Kant; viene regalato da Lord Rodolfo Kant, padre di Eva Kant, a Caterina. È grazie a questo gioiello che si incontrano Eva e Diabolik nel n. 3 "L'arresto di Diabolik", anche se la copia in possesso di Eva è un falso; lei infatti lo aveva venduto dopo la morte del marito per pagare diversi debiti. Dopo molti anni, Diabolik lo recupera e lo dona alla sua amata per l'anniversario del loro incontro in "Eva Kant quando Diabolik non c'era". Eva però, avendo legato al gioiello il ricordo della sofferenza e della morte dei suoi genitori, lo butta nel lago.

## Incongruenze
Esistono numerose incongruenze riguardanti la storia di Eva tra gli albi normali di Diabolik e quelli del Grande Diabolik. Ecco le principali:
Sul passato di Eva
| L'arresto di Diabolik & Ricordo del passato | Eva Kant quando Diabolik non c'era |
| --- | --- |
| Eva dice a Diabolik di essere la figlia illegittima di lord Rodolfo Kant e di averlo appreso solamente a 16 anni dalla madre sul letto di morte | Eva sa l'identità di suo padre molto prima della morte della madre in quanto ha ascoltato di nascosto un dialogo tra la madre e il padre. |
| Eva dice a Diabolik di aver saputo a 16 anni di essere una Kant. | Eva sa di essere una Kant fin dall'inizio in quanto crede che lord Rodolfo Kant sia suo zio. |
| Eva dice a Diabolik che il principale oppositore alle nozze tra suo padre e sua madre è stato suo lord zio Anthony Kant. | Da un discorso tra Rodolfo ed Anthony si apprende che le nozze tra i due sono state impedite dal padre di Rodolfo, lord Charlus. |
| Eva dice a Diabolik alla morte della madre ha iniziato a girare il mondo, trovando impieghi in ogni luogo dove capitasse. | Dopo la morte della madre Eva finisce in collegio su ordine di lord Anthony Kant. Riuscita a lasciarlo con uno stratagemma, la donna si è recata a vivere in Sudafrica dove ha iniziato a lavorare come cantante in un night club.                                                                                         |
| Eva dice a Diabolik che sua madre ha sempre lavorato e che le aveva fatto studiare numerose lingue straniere. | Caterina, la madre di Eva, non ha mai lavorato e si è sempre fatta mantenere dal padre della figlia, addirittura minacciandolo di rendere nota la loro storia d'amore passata. |
| Eva dice a Diabolik di essere stata lei a far realizzare la copia del diamante rosa prima di vendere l'originale. Inoltre lo vendette quando ancora era sposata con lord Kant per ottenere soldi per far tacere dei ricattatori che minacciavano di dire alla polizia che la donna aveva lavorato per un gangster.                            | La copia del diamante rosa è stata realizzata da lord Rodolfo per la sua fidanzata. Recuperato da lord Anthony dopo aver fatto uccidere il fratello, diventerà anch'essa come l'originale proprietà di Eva alla sua morte. Inoltre a ricattare la donna sono i membri della banda criminale di cui anch'essa faceva parte. |
| Dal racconto di Eva si apprende che il padre di Eva era morto tre anni prima che lei sposasse lord Anthony. | Il padre di Eva è morto molti anni prima che Eva sposi lord Anthony. |
| Eva racconta che lord Anthony Kant era un vecchio presuntuoso e dispotico, ma non fa alcuna menzione al fatto che fosse un delinquente. | Lord Anthony Kant è uno spietato assassino. |
| Eva dice a Diabolik di aver fatto parte di un'organizzazione di spionaggio industriale, ma di averla lasciata dopo la prima operazione. | Eva è una delinquente al soldo di una banda criminale dedita anche allo spionaggio industriale. Vi lavora per diverso periodo prima di lasciarla per sposare lord Kant. |
| Non è affatto chiara la circostanza della morte di lord Anthony Kant. Ufficialmente è stato un incidente di caccia, ma secondo quanto detto da George Caron è stata lei stessa a spingerlo nella fossa della pantera. Eva afferma invece che quando è giunta sul luogo, il marito era già caduto nella buca e che stava lottando con la belva | Lord Anthony Kant muore sbranato dalla pantera che, secondo i suoi loschi piani, avrebbe dovuto invece uccidere Eva. |

Sull'incontro con Diabolik
| L'arresto di Diabolik & Ricordo del passato | Eva Kant quando Diabolik non c'era & L'arresto di Diabolik: il remake |
| --- | --- |
| Diabolik ed Eva Kant si incontrano per la prima volta nell'albergo dove lei soggiorna. L'incontro avviene mentre lui sta per rubare il diamante rosa e lei, rientrata in camera, lo sorprende.                 | Diabolik ed Eva Kant si incontrano per la prima volta all'aeroporto. Diabolik ha però assunto l'identità dell'ispettore Ginko e prega la donna di far finta che non si sono mai incontrati prima. Stando a quanto detto da Eva, Diabolik e lei avrebbero poi concordato che quello non andava considerato come il loro primo incontro. |
| Diabolik apprende dell'arrivo di lady Kant ascoltando i discorsi dei camerieri dell'albergo stando appostato sul tetto.                                                                                        | Non è chiaro come Diabolik sappia dell'arrivo della donna in quanto non spia i discorsi dei camerieri e anzi la va ad aspettare all'aeroporto. |
| - | Eva Kant prima di andare all'albergo si reca nella casa dove aveva vissuto da piccola con la madre. Non è però chiaro come mai, pur avendo una dimora signorile a Clerville, decida di andare a stare in hotel. |
| Il cameriere Bob viene strangolato. | Il cameriere Bob viene pugnalato. |
| Mentre Elisabeth si trova in terrazza, vede Diabolik sbucare da sottoterra. Si scoprirà in seguito che lui è uscito da una botola in giardino.                                                                 | Elisabeth si trova in camera da letto quando Diabolik rientra in casa. La donna afferma di averlo visto uscire da sottoterra, ma dal luogo dove si trova tale fatto è a dire poco impossibile. |
| Eva Kant dice al cameriere Bob (in realtà Diabolik mascherato) che mentre si trovava all'estero ha sentito parlare di un ladro in grado di assumere l'aspetto altrui. La donna ignora però il nome "Diabolik". | Avendo già sentito parlare di Diabolik da parte di Ginko (in realtà Diabolik mascherato), la donna finge di non saperne nulla e interroga al riguardo il cameriere Bob (sempre Diabolik mascherato). La cosa appare tuttavia ridicola e senza senso.                                                                                   |
| Eva convince il secondino Carl Hammer a farle incontrare Diabolik per un'ultima volta dietro un cospicuo pagamento.                                                                                            | È la signora Hammer a convincere il marito Carl ad accettare i soldi di Eva e a farle incontrare Diabolik per un'ultima volta. |
| Non viene indicato come il detenuto Diabolik è stato fatto uscire dal carcere. | Il detenuto Diabolik viene fatto uscire dal carcere all'interno di una cassa da morto, spacciandolo così per un detenuto defunto. Non è però chiaro come poi sarebbe stato possibile farlo rientrare. |

## Cinema
Il personaggio ha avuto diverse incarnazioni cinematografiche.

### Versione di Mario Bava
- Nel film Diabolik di Mario Bava del 1968, Eva Kant è interpretata da Marisa Mell.

### Trilogia dei Manetti Bros.
Nella trilogia diretta dai Manetti Bros., Eva Kant ha il volto di Miriam Leone.
- Nel 2021 viene raccontato il primo storico incontro tra Diabolik ed Eva e del loro primo scontro con Ginko. Per la sua interpretazione, la Leone ha ottenuto la candidatura ai David di Donatello 2022 come Miglior Attrice Protagonista. Nel film Eva viene mostrata come una donna affascinante che arriva a Clerville in possesso di un diamante che Diabolik vuole rubare.
- Nel 2022 nel sequel Diabolik - Ginko all'attacco! Eva viene tradita dal Re del Terrore e si allea con Ginko per vendicarsi.
- Nel 2023 Miriam Leone riprende il ruolo di Eva Kant nel film Diabolik - Chi sei?, nuovamente diretto dai Manetti Bros.

## Citazioni
- Il ruolo di Eva, come quello di molti personaggi apparsi nei primi numeri del fumetto, è ripreso dai romanzi di Fantômas. In questo caso si tratta di lady Maud Beltham, amante di Fantomas che, al termine del primo romanzo, salva il criminale dalla ghigliottina in maniera analoga a quanto accade a Eva e Diabolik.
- Come il compagno Diabolik, la figura di Eva Kant è stata anche recentemente utilizzata nell'ambito della comunicazione sociale, in particolare per l'autodifesa femminile.[8]
- Nel 2013 in occasione del 50º anno della nascita del personaggio, il famoso profumiere italiano, Angelo Orazio Pregoni, crea un profumo ispirato al personaggio di Eva Kant "Eva Kant Perfume" simbolo di femminilità e classe impareggiabile, consacrando il personaggio a icona intramontabile.[9] Nell'occasione venne pubblicato anche un albetto speciale dal titolo "fragranza criminale" che racconta la genesi della nascita del profumo.[10]
- Il 15 ottobre 2009 è stato pubblicato un romanzo di Carlo Cappi, interamente dedicato a lei: Eva Kant - Il giorno della vendetta.
- Nel novembre 2012 è stato pubblicato un album dei Bolero, contenente 4 brani dedicati ai personaggi della serie: Eva Kant, Diabolik, Altea e lo strumentale Last train to Clerville edito da Alphard Record, la copertina è curata da Astorina editore.
- Il personaggio di Lyla Lay della serie di Pikappa pubblicate da Disney Italia riprende l'aspetto fisico di Eva proprio come Paperinik (PK) riprende il personaggio di Diabolik.
- Il personaggio di Dolly Papera, alias Dolly Paprika, segue lo stile di Eva Kant come fedele socia e amante di Fantomius nelle sue mille imprese e avventure.
- Il nome di Sybil Kant, compagna del criminale Mortimer nella saga di Zagor, è un chiaro omaggio a Eva.